# Новая Кежма
Новая Кежма — упразднённый в 2014 году посёлок в Кежемском районе Красноярского края России. До упразднения — административный центр Ново-Кежемского сельсовета. Территория исчезнувшего посёлка находится в зоне подтопления Богучанского водохранилища.

## История
До появления здесь русских на этой территории жили эвенки. Здесь проходил Ангаро-Илимский водный путь.
Посёлок находился возле деревни Верх-Кежма, недалеко от коренного берега Ангары. После пуска в эксплуатацию Богучанской ГЭС эта территория на берегу Богучанского водохранилища.
Для установления факта прекращения существования населённого пункта постановлением Правительства Красноярского края от 29.01.2013 № 21-п создана комиссия по установлению факта прекращения существования населённых пунктов, расположенных на территориях, подпадающих под затопление в связи со строительством Богучанской ГЭС.
31 октября 2013 года состоялось очередное заседание комиссии по установлению факта прекращения существования населённых пунктов, расположенных на территориях, подпадающих под затопление в связи со строительством Богучанской ГЭС (акт комиссии прилагается), на котором установлено:
- 1) факт отсутствия зарегистрированных жителей в указанных населённых пунктах (последний житель снят с регистрационного учёта 28.10.2013);
- 2) фактическое отсутствие находящейся на их территории жилой застройки;
- 3) факт завершения мероприятий по переселению граждан, проживающих в упраздняемых населённых пунктах, в соответствии с Законом края «Об условиях и порядке предоставления жилых помещений гражданам, подлежащим переселению из зоны затопления Богучанской ГЭС»;
- 4) отсутствие оснований для восстановления населённых пунктов.

На основании вышеизложенного, в связи с отсутствием оснований для восстановления указанных населённых пунктов, был подготовлен проект закона Красноярского края "Об упразднении административно-территориальных единиц и территориальных единиц Кежемского района и внесении изменений в Закон края «О перечне административно-территориальных единиц и территориальных единиц Красноярского края»
Законом Красноярского края от 20 марта 2014 года № 6-2191 в связи с затоплением ложа Богучанской ГЭС были официально упразднены 8 населённых пунктов: посёлок Косой Бык, деревня Верх-Кежма, село Кежма, посёлок Новая Кежма, посёлок Приангарский, деревня Усольцева, село Паново и село Проспихино
Одновременно упразднена административно-территориальная единица Ново-Кежемский сельсовет.

## Население
| 1989 | 2002 | 2010 |
| ---- | ---- | ---- |
| 642  | ↘144 | ↘22  |